# Hemigrammus guyanensis
Hemigrammus guyanensis es una especie de pez de la familia Characidae en el orden de los Characiformes.

## Morfología
Los machos pueden llegar alcanzar los 3,5 cm de longitud total.

## Hábitat
Vive en zonas de clima tropical entre 20 °C y 24 °C de temperatura.

## Distribución geográfica
Se encuentran en Sudamérica: ríos  Maroni,  Mana,  Approuague, y  Oyapock.